# Медаль «10-летие Народной Польши»
Медаль «10-летие Народной Польши» (пол. Medal 10-lecia Polski Ludowej) — польская гражданская награда, учреждённая постановлением Государственного совета от 12 мая 1954 года в связи с предстоящим празднованием десятилетия со дня основания Польской Народной Республики. Награда вручалась в период с 22 июля 1954 года по 22 июля 1955 года.

## Название
Правильное название награды — медаль «10-летие Народной Польши». Часто встречаются его изменённые формы, например: медаль Десятилетия Польской Народной Республики, медаль 10-летия ПНР или просто медаль 10-летия.

## Учреждение
В указе от 12 мая 1954 года были определены общие правила награждения медалью, перечислены профессии, представители которых могли получить медаль. Период вручения наград был ограничен годом — с 22 июля 1954 по 22 июля 1955 года. Было установлено, что каждое лицо могло быть награждено только один раз. В случае признания награждённого лица недостойным иметь медаль, или если награда была вручена в результате мошенничества, она могла быть отозвана. Расходы, связанные с изготовлением и вручением медалей, оплачивались государством.
Согласно постановлению Государственного совета от 12 мая 1954 года, медаль награждались:
– рабочие, крестьяне, техники, инженеры, связисты, строители, работники торговли, члены кооперативов и других отраслей народного хозяйства, 
– работники науки, культуры, образования и здравоохранения, 
– работники государственного и хозяйственного управления, 
– военнослужащие Вооруженных сил и сотрудники Службы общественной безопасности, 
– политические и общественные деятелидеятели, 
отличившиеся своей профессиональной или общественно-политической деятельностью, внеся свой вклад в проведение социалистического строительства и умножение сил Отечества.
Далее в статуте перечислялись области, заслуги в которых давали особое основание для получения медали. В их числе: повышение эффективности работы, перевыполнение рабочих планов, образцовое управление хозяйством, эффективное внедрение систем, по экономии ресурсов, заслуги в сфере торговли и услуг, продвижение науки и распространение знаний, развитие культуры и искусства, образования, здравоохранения, физической культуры и спорта, повышение уровня работы национальных советов, совершенствование управления, борьба с бюрократизмом, деятельность по повышению политической активности. Условием получения отличия была также работа в Польской Народной Республике с первого года после освобождения. Награждение медалью через более короткий срок было возможно лишь в особых случаях.
Ходатайствовать о награждении медалью могли члены правительства, руководители центральных учреждений, высшие органы политических, общественных и кооперативных организаций, а также президиумы воеводских национальных советов. Органы власти, подотчётные вышеупомянутым организациям, также могут взять на себя инициативу. В форме заявления требовалось предоставить личные данные лица, данные о ходе его профессиональной деятельности с 1944 года. В случае работников предприятий также требовалось мнение ех руководства и партийных и профсоюзных организаций. В свою очередь, в случае с единоличниками и членами производственных кооперативов требовалось представить заключение в президиум районного народного совета.
При этом, если медаль была вручена за границей, право ее вручения имел глава дипломатического представительства. Солдатам награду мог вручать военный командир, уполномоченный министром национальной обороны, а работникам безопасности — лица, уполномоченные министром общественной безопасности.
По приоритету наград она занимала место после медали «Вооруженные силы на службе Родине» и перед медалью «За долголетнюю супружескую жизнь».
Утрата юридической силы положения «о медали «10-летия Народной Польши»» произошла в связи с вступлением в силу постановления Государственного совета от 29 февраля 1960 года об орденах и наградах.

## Описание награды
Знак был разработан в 1954 году польским скульптором и медалистом Юзефом Гославским. Её внешний вид был описан в пункте 1 положения, сопровождавшегося приложением в виде чертежа-шаблона. Согласно постановлению, медаль односторонняя, диаметром 40 мм. Край медали с поперечными бороздками, сужающиеся посередине, разделенных через шесть равных промежутков орнаментом из дубовых листьев, выходящих за пределы круга медали. В середине находится круглый вогнутый диск диаметром 20 мм, обрамлённый венком диаметром 5 мм. На щите изображено три стоящих фигуры. Одна из них держит национальный флаг из бело-красной эмали, второй — сноп ржи, третий — книгу. В нижней части медали надпись «1944 22 VII 1954» , а в верхней — орнамент из лавровых листьев. Основная поверхность медали оксидирована, обод позолочен. Реверс гладкий, посеребренный, слегка матовый.
К медали прилагается прямоугольная лента со срезанными углами. В её центре находится римская цифра X. На обратной стороне ленты булавка для крепления медали.
Медаль носилась на правой стороне груди. Лента была красного цвета, шириной 37 мм. Положение предусматривало ношение медали в дни национальных праздников, на сессиях Госсовета и национальных советов, на торжественных собраниях, а также при получении других наград или орденов, а также по усмотрению награждаемого.

## Известные награждённые
Имена всех награжденных медалью перечислены в правовых актах, содержащих решения Государственного совета, и публиковались в журнале Monitor Polski. В числе награжденных актеры (Густав Холоубек, Францишек Печка, Венчислав Глинский), художники (Станислав Сикора, Ян Цибис) и военнослужащие (Тадеуш Крепский, Станислав Скальский). В их число 28 февраля 1955 года по представлению министра культуры и искусства вошёл и сам гравёр медали Юзеф Гославский.
Общее число награжденных составляет 267 671 человек.